# The New Stenographer (pel·lícula de 1911)
The New Stenographer és un curtmetratge mut de la Vitagraph dirigit per George D. Baker i protagonitzat per Maurice Costello, Florence Turner, John Bunny i Flora Finch. La pel·lícula es va estrenar el 18 de febrer de 1911.

## Argument
Brown & Robinson posen un anunci sol·licitant una estenògrafa i mecanògrafa. L'endemà al matí es presenta una senyora sol·licitant la feina. Un oficinista la rep i veu que és una persona competent però que la seva aparença és la que esperava. Quan els caps arriben a l'oficina no semblen molt entusiasmats amb la seva aparença però ella aconsegueix demostrar que és una persona molt competent. Pocs mesos després es posa malalta i demana una excedència de dues setmanes, que és acceptada amb la condició que ella mateixa proporcioni una substituta. Ella envia per substituir-la la seva bella cosina la qual acapara l'atenció de tota la gent de l'oficina que intenten de totes maneres fer-se agradables. Ella accepta els regals que li fan però declina les seves invitacions per sopar o a veure un espectacle. L'últim dia ella es presenta amb un senyor que presenta als seus caps com el seu marit per a gran decepció d'aquests. En aquest clímax torna la estenògrafa.

## Repartiment
- Maurice Costello (el cap)
- Florence Turner (la nova estenògrafa)
- John Bunny (empleat)
- Flora Finch (la vella estenògrafa)
- Edwin R. Phillips (el cap)
- John Troyano (el marit)